# Gizmo5
Gizmo5 (ранее Gizmo Project) — бесплатное программное обеспечение и одноимённый сервис для VoIP. Версии программы-клиента были доступны для Microsoft Windows, Linux и Mac OS X. Аналогичен по возможностям Skype, но основан на открытом протоколе SIP и имел дополнительные возможности, отсутствующие в Skype или предлагаемые за дополнительную плату.

## Возможности
- Бесплатная голосовая почта.
- Передача текстовых сообщений в режиме чата.
- Бесплатные звонки внутри сети пользователей Gizmo5.
- Одновременная регистрация в сеть Gizmo5 и в других сетях: например, на внутренний SIP IP-PBX компании.
- Возможность общаться (как голосовые звонки, так и текстовые сообщения) с участниками Skype при помощи OpenSky.[1]

Модуль обмена текстовыми сообщениями использовал протокол XMPP.
- Поддержка общения с другими XMPP сетями.
- Поддержка общих комнат общения XMPP (например, conference.jabber.ru).

В ноябре 2009 Gizmo5 был приобретён компанией Google.
В дальнейшем приём новых пользователей был прекращён, а использование каких-либо функций сервиса, за исключением отправки SMS, стало недоступно даже для зарегистрированных пользователей. 3 апреля 2011 года Gizmo5 прекратил свою работу.